# El Salicar
El Salicar és un veïnat del municipi Sant Celoni. El 2018 tenia 139 habitants. El barri es va edificar als anys 1970 a partir d'una primera promoció «una opció de famílies que cercaven tranquil·litat en una zona propera a la localitat però sense els condicionants del nucli urbà i en uns solars assequibles». De vegades s'escriu Salicart.

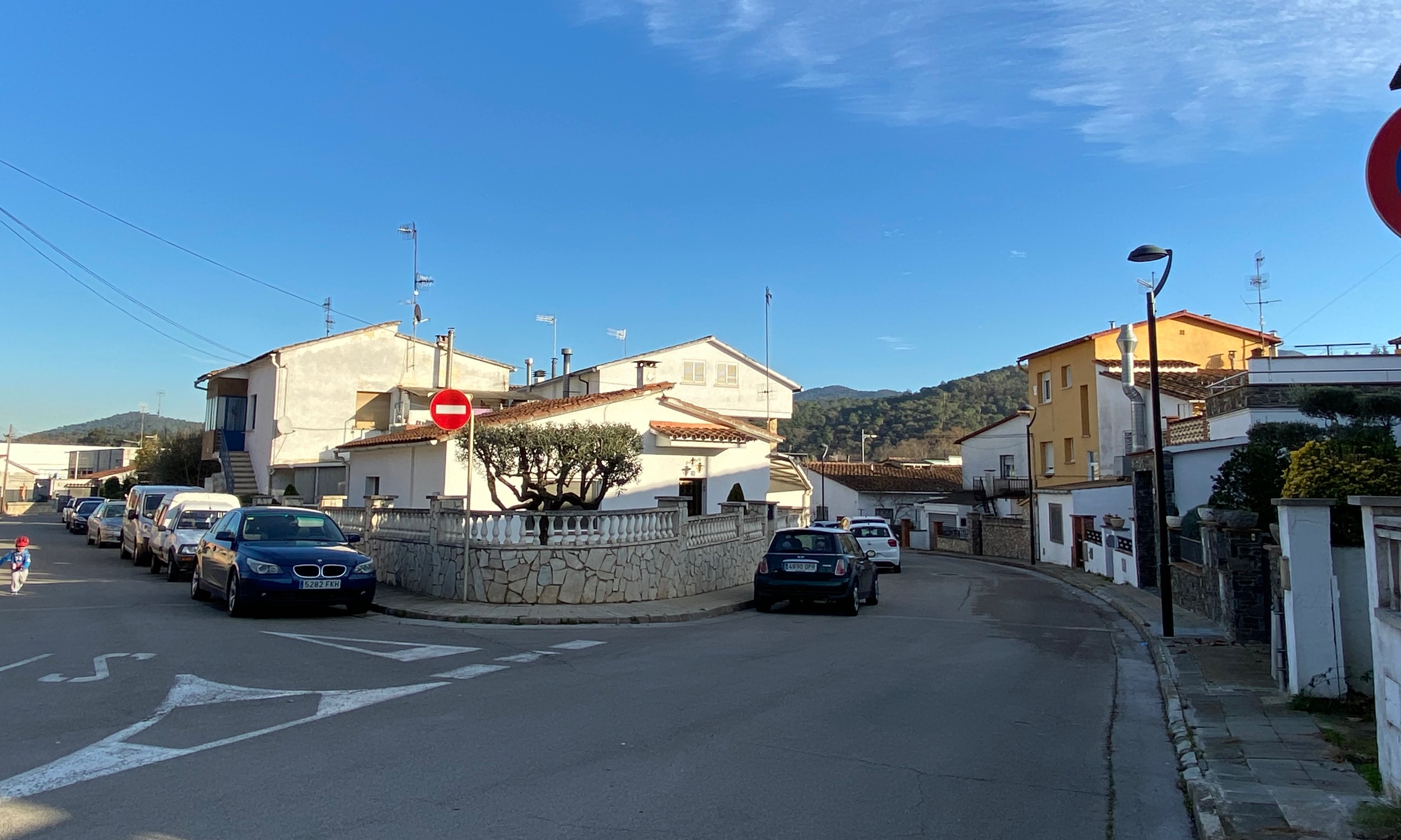
Entrada del barri